# Schismocarpus matudae
Schismocarpus es un género monotípico con una especie de planta fanerógama perteneciente a la familia Loasaceae.  Su única especie.  Schismocarpus matudae es originaria de México, donde se encuentra en el Estado de Chiapas.

## Taxonomía
Schismocarpus matudae fue descrita por Julian Alfred Steyermark  y publicado en Bulletin of the Torrey Botanical Club 80(2): 138. 1953.